# Günter Borrmann
Günter Borrmann (* 11. März 1926 in Brambauer; † 14. Februar 2017 in Leipzig) war ein deutscher Sportwissenschaftler, Hochschullehrer und Turnfunktionär.

## Leben
Borrmann war am 7. Juni 1956 der erste Doktorand in der Geschichte der Deutschen Hochschule für Körperkultur (DHfK), der seine Dissertation verteidigte. Der Titel seiner Doktorarbeit lautete „Über die Entwicklung der Bewegungsfertigkeiten im Gerätturnen: ein Betrag zur Erforschung der Technik und der im Bildungsvorgang des Unterrichts auftretenden Bewegungsfehler und ihrer Ursache“.
Er wurde an der DHfK Professor für Theorie und Methodik des Trainings im Gerätturnen. Er war stellvertretender Direktor für Forschung der Sektion IV und Wissenschaftsbereichsleiter für die technisch-kompositorischen Sportarten, somit also für die Sportarten Gerätturnen, Gymnastik, Eiskunstlauf, Wasserspringen zuständig. Von 1973 bis 1975 war er Dekan der Fakultät für Sportmethodik. Borrmann veröffentlichte mehrere Lehrbücher zum Thema Turnen, darunter „Gerätturnen in der Schule“ (im Jahr 1957), „Theorie des Turnens: Anleitung für das Fernstudium“ (1964), „Gerätturnen: ein Lehrbuch für Trainer, Übungsleiter und Sportlehrer“ (1972), und „Ausgewählte Probleme zur Trainingsmethodik bei Nachwuchsturnern“ (1978). Darüber hinaus befasste er sich mit der Weiterentwicklung der Ausbildung im Lehrgebiet Theorie und Methodik des Trainings in den technisch-kompositorischen Sportarten sowie dem Leistungsturnen im internationalen Zusammenhang.
Als Funktionär hatte Borrmann von 1970 bis 1990 das Amt des Vorsitzenden des Deutschen Turnverbandes (DTV) der Deutschen Demokratischen Republik inne. Im Rahmen des Vereinigungsprozesses zwischen DTV und dem bundesdeutschen Deutschen Turner-Bund (DTB) gehörte er von 1990 bis 1992 als kooptiertes Mitglied dem DTB-Präsidium an. Er war Mitglied des Nationalen Olympischen Komitees der DDR und engagierte sich ebenfalls im Weltturnverband (FIG) sowie im Internationalen Olympischen Komitee (IOC).